# Одноступенный фотопроцесс
Одноступе́нный фотопроце́сс, Диффузио́нный фотопроце́сс — технология быстрого получения позитивного фотографического изображения при помощи фотоматериалов с автоматическим проявлением встроенными химреактивами. Такие фотоматериалы обладают более сложным устройством, чем традиционные, но не требуют обработки в условиях фотолаборатории. На основе материалов одноступенного процесса существует моментальная фотография, которая до появления цифровой была единственным способом оперативного получения готовых снимков и получила широкое распространение среди фотолюбителей. Фотографическое качество изображения, получаемого при помощи технологии, уступает традиционному желатиносеребряному процессу, ограничивая её пригодность в профессиональной фотографии.

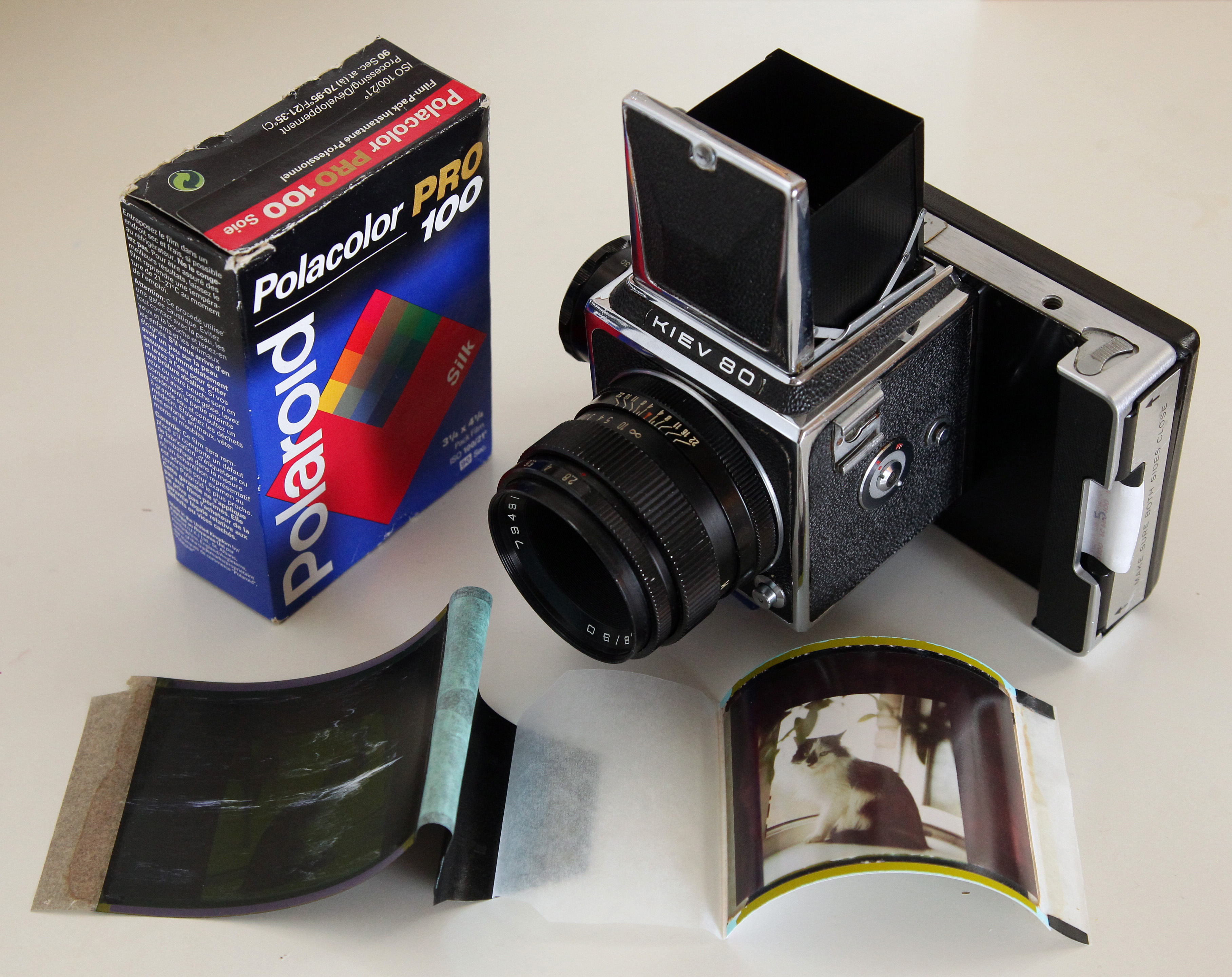
Моментальный снимок, сделанный при помощи задника «Arca-Swiss» на листовом комплекте Polaroid 100-й серии

Коммерческое применение моментальная фотография нашла, главным образом для съёмки на документы и для контроля студийного освещения при использовании крупноформатных камер. В новостной фотожурналистике моментальные снимки были пригодны для немедленной передачи по фототелеграфу, повышая оперативность. Одноступенный фотопроцесс широко применялся также в медицине, науке и судебной практике.
Особенностью фотоматериалов для моментальной фотографии был широкий диапазон светочувствительности: выпускались комплекты, обладавшие значением ISO до 20 000, недоступным для обычных плёнок.

## История технологии
Попытки получения готового снимка сразу после съёмки начались уже в конце XIX века, когда фотографию стали массово применять для артиллерийской разведки. Первый патент на фотоаппарат, пригодный для моментальной фотографии, был получен в 1923 году Самуэлем Шлафроком. Устройство представляло собой громоздкую комбинацию съёмочной камеры и портативной фотолаборатории, лишь незначительно уменьшающую время получения готового негатива. Решением проблемы стали фотоматериалы сложной конструкции с интегрированными фотореактивами и возможностью немедленного получения позитива.
Их разработка была начата фирмой Agfa в конце 1930-х годов, но массовый выпуск налажен компанией Polaroid лишь в ноябре 1948 года одновременно с появлением фотоаппарата Polaroid Land 95. Патент на фотопроцесс с переносом изображения зарегистрирован основателем компании Эдвином Лэндом в 1947 году. В дальнейшем название компании Polaroid, обладавшей почти монопольными правами на производство фотоматериалов одноступенного фотопроцесса, стало синонимом моментальной фотографии. В СССР предпринимались попытки производства аналогичных фотокомплектов «Момент» для фотоаппаратов «Момент» (1952—1954) и «Фотон» (1969—1976). Но эти камеры выпускались в крайне малом количестве. Более широкое распространение в Советском Союзе одноступенный процесс получил для ускоренной обработки традиционных фотоматериалов в портативной диффузионной лаборатории (ПДФ). Эта технология использовалась для научных исследований в условиях экспедиций, а в свободную продажу комплекты не поступали.

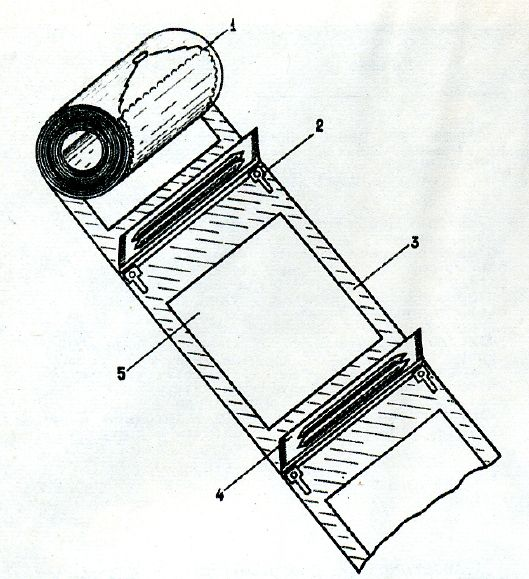
Устройство фотокомплекта «Момент» советского производства. 1 — рулон светочувствительного материала; 4 — капсула с проявляюще-фиксирующей пастой; 5 — поверхность эмульсии, ограниченная кадровой рамкой бумажного ракорда

Первые одноступенные чёрно-белые фотокомплекты состояли из двух рулонов: светочувствительного негативного фотоматериала и приёмной бумаги с адсорбирующим слоем, содержащим каталитически активные зародыши проявления. В межкадровых промежутках светочувствительного рулона были вмонтированы бумажные контейнеры с проявляюще-фиксирующей пастой. После съёмки фотоматериал и приёмная бумага прижимаются друг к другу и перемещаются между специальными валиками в камеру проявления. При транспортировке валики разрушают капсулу с пастой, которая равномерным слоем распределяется по поверхности фотоэмульсии, восстанавливая металлическое серебро в экспонированных участках. Галогенид серебра незасвеченных участков негатива растворяется пастой и переносится на прижатый приёмный слой бумаги, который содержит кристаллы металлического серебра. В результате взаимодействия серебра с перенесённым галогенидом, последний восстанавливается, образуя позитивное изображение. По окончании процесса, занимающего при комнатной температуре от нескольких секунд до минуты, негатив отделяют от готового позитива. Сохранение негатива требует остановки проявления и фиксирования, но позволяет в дальнейшем использовать его для традиционной фотопечати. При этом, разрешающая способность негатива значительно выше моментального позитива вследствие боковой диффузии при переносе.
Фотоматериалы цветного одноступенного процесса «Полаколор» (англ. Polacolor) разработаны позднее — в 1962 году. Они имели более сложную многослойную структуру, содержащую три слоя фотоэмульсии, чувствительных к основным цветам: красному, зелёному и синему, а также слои с диффундирующими красителями дополнительных цветов. В результате проявления красители, содержащиеся в экспонированных участках, теряют способность к диффузии и удерживаются в эмульсии негатива. Напротив, красители в неэкспонированных деталях изображения переносятся на приёмную бумагу, образуя позитивное изображение с исходными цветами объекта съёмки. Некоторые разновидности цветных одноступенных фотоматериалов, таких как «Полавижн» и «Полахром» (англ. Polavision, Polachrome), имели не многослойную, а мозаичную структуру с микроскопическими участками эмульсии, чувствительной к основным цветам. Цветной диффузионный процесс позволяет получать только позитив в единственном экземпляре.
Широкое распространение любительской моментальной фотографии началось после 1972 года с изобретением компанией Polaroid так называемых «интегральных» комплектов серии SX-70, с неразъёмными слоями в общем бумажном корпусе, не требующих никаких манипуляций после съёмки. Такой фотоматериал фактически содержит прозрачную цветную негативную фотоплёнку, обращённую к объективу, и расположенную под ней приёмную бумагу: всего более 14 слоёв. Проявляюще-фиксирующая паста также содержится в капсуле, которая разрушается роликами, выталкивающими снимок из фотоаппарата. При этом, проявление происходит на свету за счёт содержащегося в пасте диоксида титана, предохраняющего негативные слои от засветки.
В 1976 году Kodak разработал альтернативный вариант интегральных фотокомплектов, которые отличались тем, что их экспонирование происходило с обратной стороны от получаемого снимка. Это давало возможность исключить оборачивающее зеркало, используемое в фотоаппаратах Polaroid этих серий для получения прямого изображения. Кроме того, технология Kodak упрощала устройство фотоматериала по сравнению с Polaroid, в котором требовался защитный слой, дважды меняющий свою прозрачность в процессе проявления. Отсутствие встроенной батареи в каждом комплекте удешевляло фотоматериал, а ненужность дополнительных слоёв, рассеивающих свет, повышало резкость фотографий на комплектах Kodak. В апреле того же года Polaroid подал иск о нарушении нескольких патентов, результатом которого стала судебная тяжба, длившаяся почти 10 лет. Встречный иск о нарушении антимонопольного законодательства не смог оградить Kodak от поражения. В 1986 году он был вынужден прекратить производство своих комплектов, а через пять лет выплатил компенсацию в размере 925 миллионов долларов.
Во время судебных разбирательств на рынке появился третий игрок — компания Fujifilm, которая в 1981 году запустила производство интегральных фотоматериалов под названием Fotorama, совместимых с фотоаппаратами Kodak. Судебного иска японцам удалось избежать благодаря соглашению о предоставлении Polaroid прав на выпуск видеокассет VHS и флоппи-дисков, а также ограничению рынков сбыта фотокомплектов. В 1999 году реализованы две последние технологии: Fujifilm Instax, использующаяся до настоящего времени, и Polaroid I-Zone, основанная на кассетах интегральных комплектов Pocket Film с форматом снимков 24×36 миллиметров. Для последних выпускались миниатюрные фотоаппараты простейшей конструкции.

## Разновидности и форматы

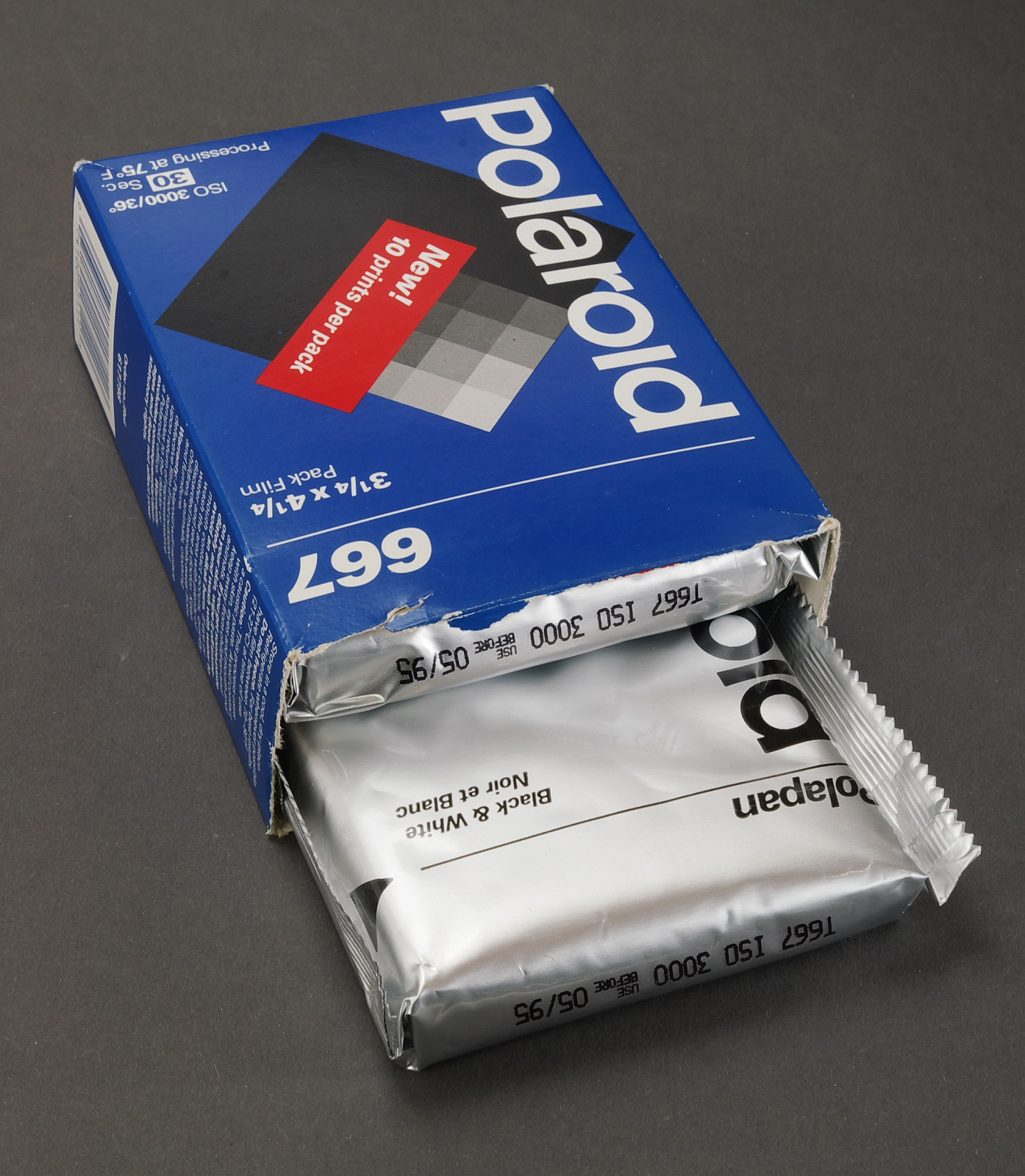
Упаковка листовых фотокомплектов Polaroid типа «фильмпак»

За время существования одноступенного диффузионного фотопроцесса создано огромное количество разновидностей фотоматериалов этого типа. Всё их многообразие, выпускавшееся разными производителями, классифицируется в первую очередь по конструкции и формату, которые отражены в номере серии, а также по типам, отличающимся друг от друга сенсибилизацией, светочувствительностью, временем проявления и характером получаемого изображения: чёрно-белых или цветных фотографий или диапозитивов. Кроме того, некоторые типы кроме готового позитива позволяют получать негатив, пригодный для последующей фотопечати. Другие в качестве негативного материала используют непрозрачную фотобумагу или обладают неразъёмной конструкцией. Фотоматериалы одной серии могут насчитывать несколько десятков различных типов. В зависимости от типа фотоаппарата и фотоматериала одна и та же серия может давать разные размеры кадра, в некоторых случаях используя его не полностью.
Роликовые комплекты Polaroid, впервые появившиеся в 1948 году, состояли из двух рулонов негативного материала и приёмной бумаги. Все разновидности, проявление которых происходило внутри фотоаппарата — серий 20, 30 и 40 — выпускались вплоть до 1992 года. Рольфильмы разных серий отличались форматом кадра, который составлял 2,5×3,25 дюйма для 20-й и 30-й серий, и 3,25×4,25 дюйма для 40-й. Советский фотокомплект «Момент» имел аналогичное устройство и соответствовал американской 40-й серии, рассчитанной на 8 кадров формата 7,2×9,5 сантиметров. Фотоматериалы с различным типом эмульсии в большинстве случаев имели обозначение, первая цифра которого отражала серию. Например, «тип-40» обладал ортохроматической сенсибилизацией и чувствительностью 100 ASA, давая изображение цвета сепии, а «тип-42» той же 40-й серии при панхроматической сенсибилизации и чувствительности 200 ASA обеспечивал нейтральный тон. Фотоматериал «тип-46» позволял получать чёрно-белые диапозитивы на панхроматической эмульсии 800 ASA. «Тип-410» выпускался для регистрации осциллограмм и обладал высокочувствительной панхроматической эмульсией 10 000 ASA. «Тип-48» стал одним из первых цветных фотокомплектов 40-й серии.
Листовые комплекты («планфильм») 50-й серии с размером кадра 4×5 дюймов появились в 1958 году и так же состояли из двух листов негативной плёнки и приёмной бумаги с капсулами реактивов, упакованными в бумажный конверт. Каждый конверт заряжался в фотоаппарат или специальную кассету Polaroid, оснащённую валиками для запуска процесса проявления. В 1963 году Polaroid выпустил фильмпак 100-й серии, состоящий из восьми листов 3,25×4,25 дюйма, которые экспонировались из одной кассеты, а в 1973 стали доступны листовые комплекты 800-й серии большого формата 8×10 дюймов. Чёрно-белый «тип-612» сотой серии обладал одним из самых высоких значений светочувствительности 20 000 ASA. Позднее был начат выпуск фильмпака 550-й серии формата 4×5 дюймов и 80-й с почти квадратным кадром 8,3×8,6 сантиметров. Адаптеры для комплектов 800-й серии, в отличие от остальных задников для листовых материалов Polaroid, не оснащались валиками для проявки, которая происходит в отдельном процессоре.

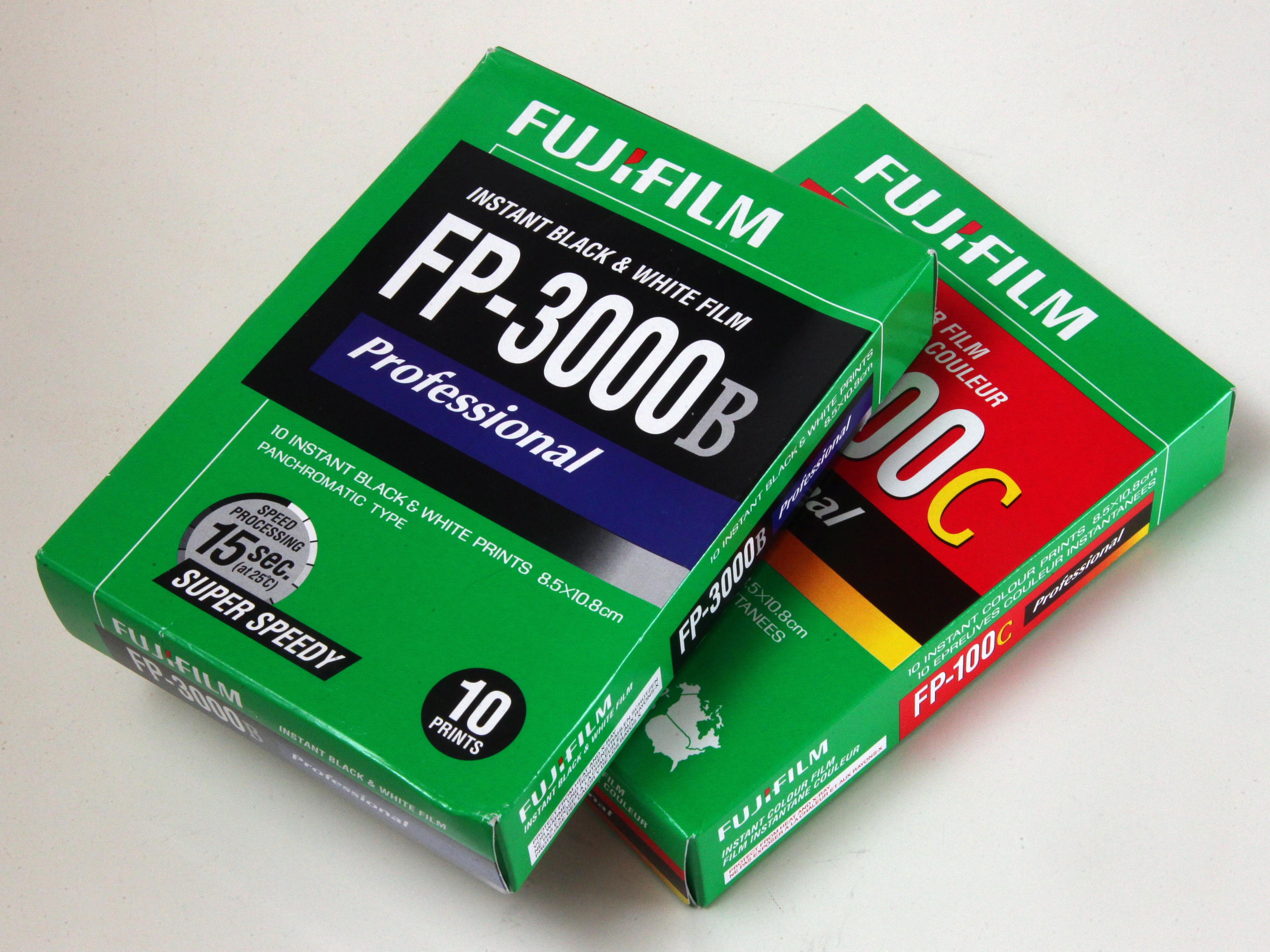
Современные фотоматериалы одноступенного процесса Fujifilm FP-100c и FP-3000b. «Фильмпак» 100-й серии

Аналогичные фотоматериалы выпускались компанией Kodak по лицензии Polaroid с 1963 года. В 1969 году лицензия была отозвана и после этого Kodak занимался разработкой собственных одноступенных фотокомплектов. Работы были прекращены с появлением интегральных комплектов Polaroid серии SX-70 в 1972 году. Последние выпускались в виде кассеты на 10 плоских карточек с квадратным кадром 7,9×7,9 сантиметров. Сразу после съёмки специальный электропривод фотоаппарата выталкивал снимок между двумя валиками, запуская процесс обработки. Кассета содержала миниатюрную батарейку для питания всех цепей камеры и вспышки. В начале 1980-х годов появились фотоматериалы под названием Time Zero с укороченным временем проявления. Серия SX-70 занимает особое место в ряду фотоматериалов Polaroid, благодаря возможности трансформации изображения механическим воздействием в процессе переноса красителей. Сравнительно толстая эмульсия на желатиновой основе оставалась пластичной несколько минут, допуская получение «импрессионистских» эффектов при нагреве и давлении на различные участки. Техника получила популярность среди фотохудожников под названием Polaroid Manipulation.
Фотокомплекты 600-й серии, пришедшие на смену SX-70, обладали более высокой светочувствительностью 600 ASA, но снабжались эмульсией другого типа, ограничивающего возможности манипуляций. Кроме того, 600-я серия была несовместима с предыдущей из-за небольших выступов на кассете и, главным образом, невозможности изменить регулировки экспонометра старых фотоаппаратов, настроенных на чувствительность 150 ASA. Однако владельцы находили способы использования популярных камер SX-70, спиливая выступы кассет и «обманывая» экспонометр с внешним сенсором нейтральным светофильтром на объективе. Кроме серий SX-70, 600 и их профессиональных версий, выпускались интегральные комплекты Autofilm серии 330, предназначенные для использования с кассетами Polaroid CB-33 в фотоаппаратах с форматом кадра 3×4 дюйма.

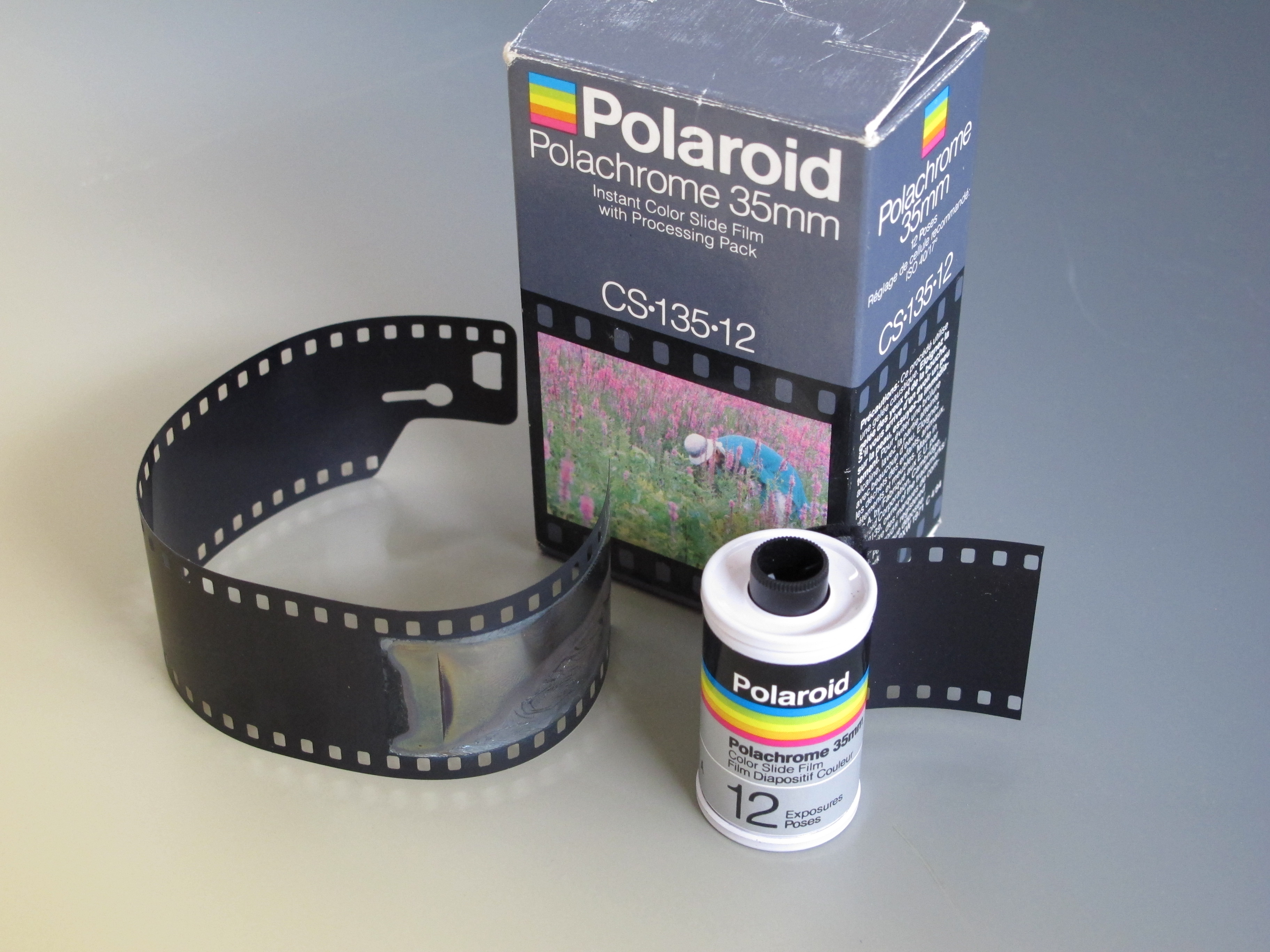
Моментальная обращаемая фотоплёнка «Polachrome» в кассете тип-135

Интегральные комплекты Kodak выпускались с 1976 до 1986 года, когда их производство было остановлено по решению Бостонского окружного суда. Этот тип фотоматериала несовместим с Polaroid серий SX-70 и 600. Главное отличие заключается в использовании принципиально новых прямопозитивных фотоэмульсий, дающих изображение без промежуточного негатива. Фотоаппараты Kodamatic имели оригинальную конструкцию с двумя оборачивающими зеркалами и давали изображение размером 68×91 миллиметр. Kodak выпускал две серии фотоматериалов: PR10 со светочувствительностью 150 ASA, и усовершенствованный PR144 с незначительными отличиями кассет и удвоенной чувствительностью. Комплекты Fuji Fotorama, обладавшие сходной конструкцией, были совместимы с фотоаппаратами Kodak, давая в «родных» камерах кадр размером 69×91 миллиметр. В середине 1980-х годов запущена серия Fotorama System 800 со светочувствительностью 800 ASA, потерявшая совместимость с Kodak из-за конструкции кассеты. Исследования рынка интегральных фотокомплектов показали, что большинство пользователей недовольны квадратным форматом кадра, предпочитая прямоугольный, как у Kodak и Fuji. Это заставило Polaroid создать новые серии моментальных кассет: Spectra и Captiva. Новые стандарты по фотографическим характеристикам и технологии обработки повторяли 600-ю серию, но отличались форматом, давая прямоугольный кадр 73×92 и 73×54 миллиметра. В 1999 году Fuji запустила аналогичный проект под названием Instax, в рамках которого выпускались фотоаппараты и моментальные кассеты двух разновидностей: Wide и Mini с кадром 60×99 и 62×46 миллиметров. После прекращения производства фотоматериалов Polaroid в 2008 году, эти продукты стали экспортироваться за пределы Японии. Кроме неразъёмных комплектов Fujifilm выпускала фотоматериалы, аналогичные сериям 50, 100 и 550 производства Polaroid. Одним из самых популярных сортов стал цветной фильмпак Fuji FP-100C. В 2013 году было объявлено о прекращении производства этих материалов, за исключением нескольких типов 100-й серии.
В 1978 году на рынок вышли комплекты с 8-мм киноплёнкой «Полавижн» (англ. Polavision). Комплект представлял собой неразъёмную кассету с простейшим объективом и вращающейся призмой оптического выравнивания. Проявление и просмотр происходили в специальном кинопроекторе, куда вставлялась кассета. В технологии была использована растровая структура эмульсии, близкая к лентикулярной технологии цветного кино 1930-х годов. Из-за низкого качества изображения и появления бытовых видеокамер «Полавижн» не имел коммерческого успеха, но его принцип в 1983 году был использован в одноступенном процессе для получения 35-мм слайдов «Полахром» (англ. Polachrome). Комплект поставлялся в виде фотоплёнки тип-135 в стандартной кассете и контейнера с реактивами, которые после съёмки заряжались в простейшее проявочное устройство AutoProcessor. Реактивы распределялись между фотоматериалом и проявочной лентой, проходящими через систему валиков, вращаемых при помощи рукоятки. Проявка могла проводиться даже на свету, но качество изображения значительно уступало обычным фотоплёнкам из-за растровой структуры.
Кроме цветных 35-мм плёнок «Полахром» выпускались аналогичные чёрно-белые «Полапан», «Полаграф» и «Полаблю» (англ. Polapan, Polagraph, Polablue) без растра. Последняя давала монохромное изображение синего цвета.

## Фотоаппараты и адаптеры
Одновременно с началом выпуска фотоматериалов одноступенного процесса появился новый класс фотоаппаратуры, предназначенной для моментальной фотографии. На протяжении большей части истории моментальной фотографии фотоаппараты для неё выпускались фирмой Polaroid и носили торговую марку Land Camera, означавшую конструкцию, разработанную Эдвином Лэндом. От обычных фотоаппаратов такие камеры отличались устройством лентопротяжного тракта, рассчитанного на транспортировку двух рулонов одновременно, и содержащего специальные валики. Последние служат для разрушения капсул с проявляюще-фиксирующей пастой и её равномерного распределения между негативом и приёмной бумагой. Камеры одноступенного процесса строились, как правило, по схеме дальномерного фотоаппарата с центральным затвором в несменном объективе. Невысокая разрешающая способность одноступенных комплектов диктовала упрощённую конструкцию оптики и других устройств фотоаппаратов, первые модели которых были шкальными, а многие последующие — простейшими. Самым примитивным считается Polaroid Swinger, продававшийся по цене всего 20 долларов.
Кроме Polaroid такие камеры выпускались компаниями Keystone, Minolta и Konica. Kodak и Fujifilm также наладили выпуск фотоаппаратов для фотокомплектов собственного производства. В настоящий момент (2022 год) в продаже доступны камеры Fuji Instax для моментальных кассет стандарта Wide.
Распространение технологии сделало доступной съёмку на комплекты не только специализированными фотоаппаратами, но и системными, для которых появились адаптеры (также «задники» или «холдеры»), снабжённые аналогичным лентопротяжным трактом и приспособлениями. Каждой серии фотокомплектов соответствовал определённый тип кассет, выпускающихся для совместного использования. Такие адаптеры выпускались не только для крупноформатных и среднеформатных фотоаппаратов, но и для профессиональных малоформатных камер со сменной задней крышкой. С появлением листовых одноступенных комплектов и фильмпаков начат выпуск специализированных фотоаппаратов этих стандартов, а также задников соответствующих типов.

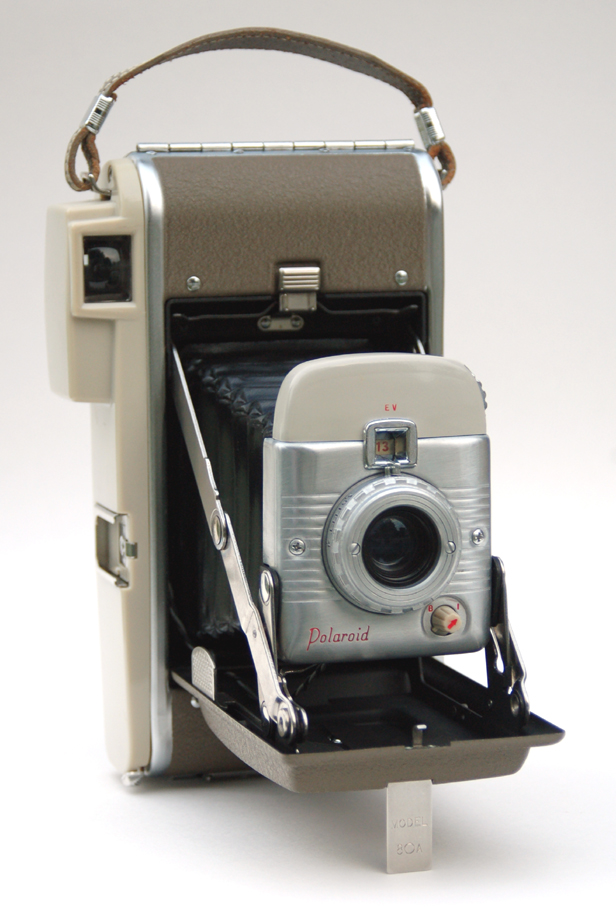
Фотоаппарат Polaroid Highlander одной из первых моделей 80А
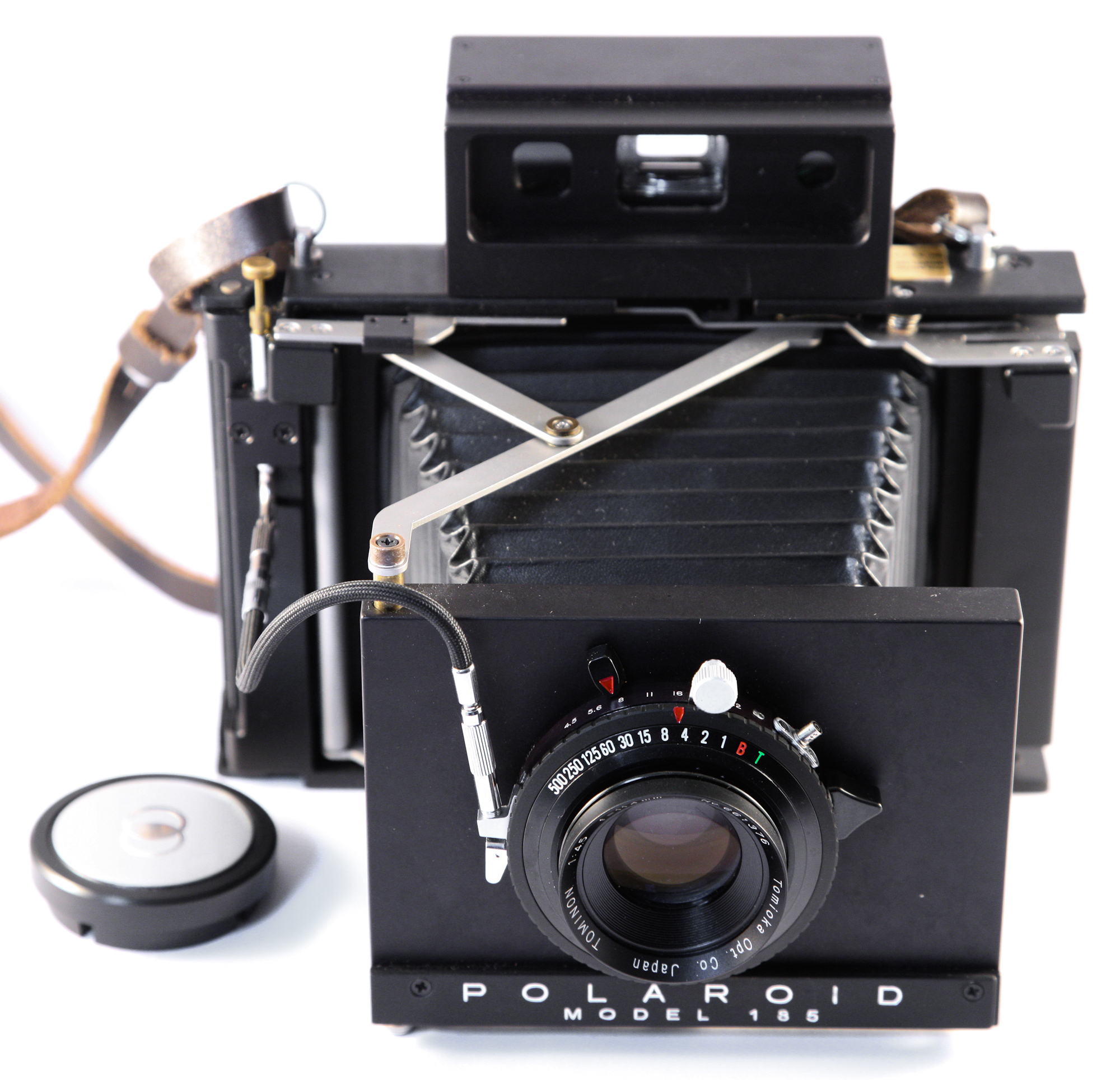
Профессиональный  фотоаппарат Polaroid Land 185
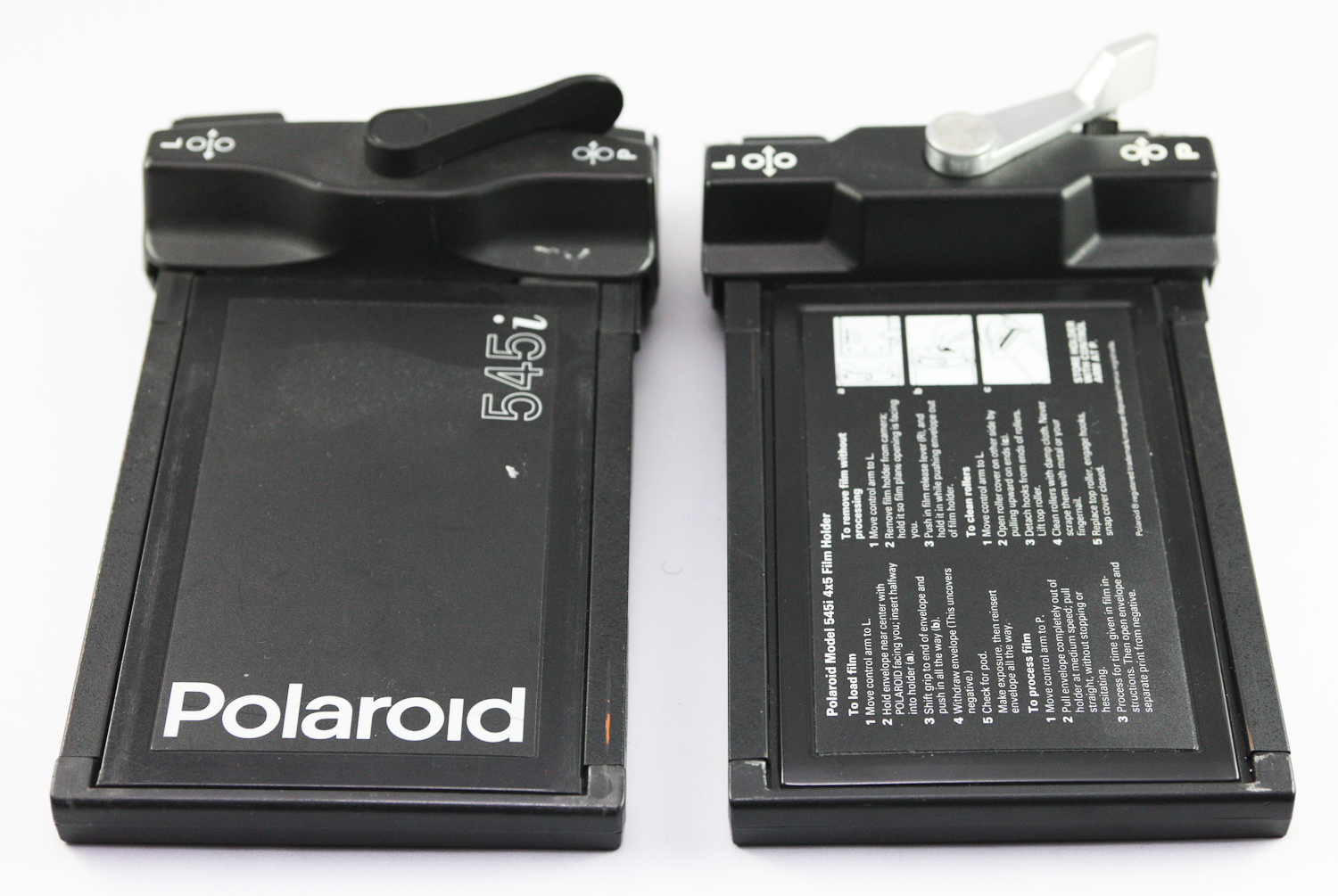
Адаптеры Polaroid для крупноформатных фотоаппаратов
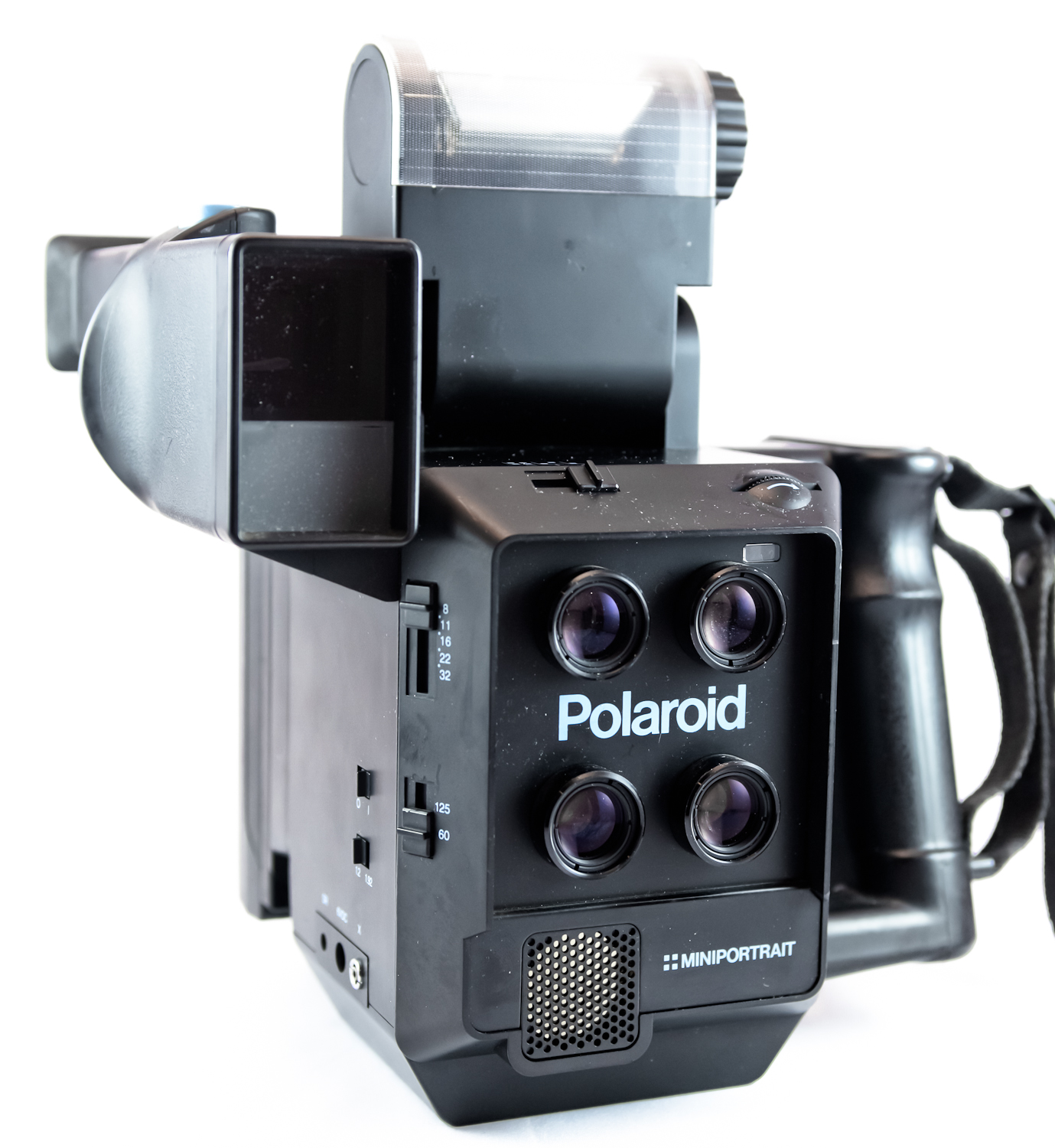
Фотоаппарат Polaroid для съёмки на документы
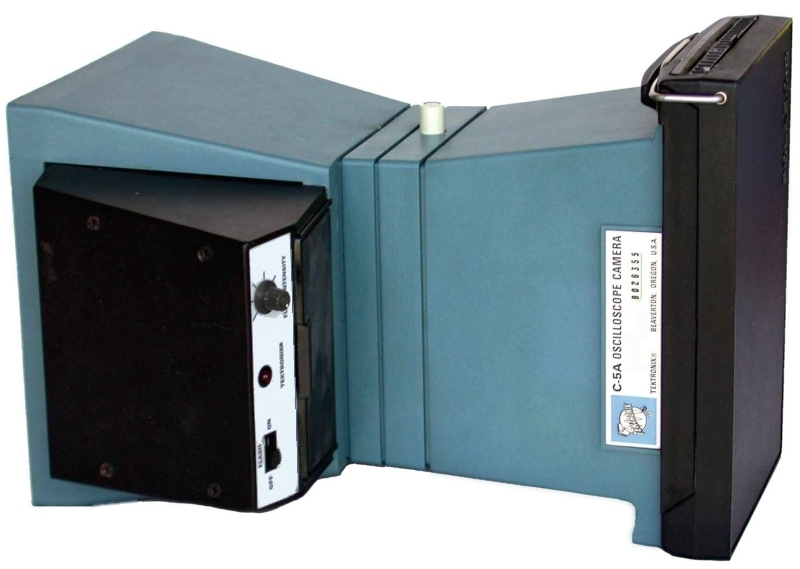
Камера Tektronix для съёмки с экрана осциллографа
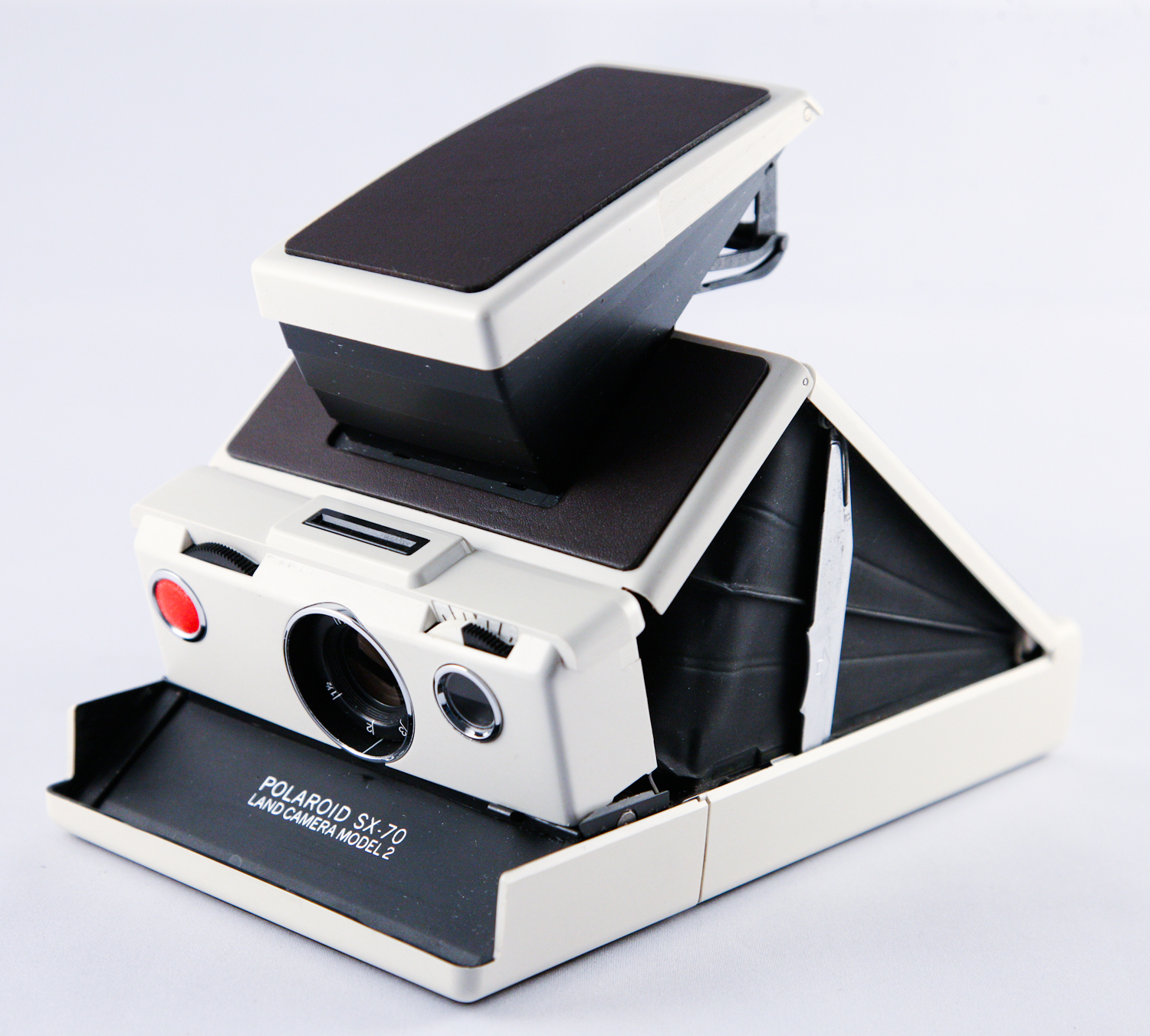
Складной зеркальный фотоаппарат Polaroid SX-70

Кроме того, появились новые устройства, разработанные для выполнения специальных задач, таких как фотография на документы, медицинская съёмка и судебная фотография. От остальных типов фотоаппаратуры эти отличались устройством объективов, видоискателей и прочими особенностями. Так, фотоаппараты для съёмки на документы оснащались несколькими объективами, позволяя получать на одном листе несколько одинаковых фотокарточек. Фотоаппараты для стоматологии не оснащались видоискателем, так как кадр ограничивался металлической рамкой, прижимаемой к лицу пациента. При этом фокусировка также не требовалась, поскольку объектив жёстко сфокусирован на дистанцию, задаваемую ограждением. Аналогичное устройство имели камеры для съёмки с экрана осциллографа или телевизора.
С появлением интегральных комплектов серий SX-70 и 600 начат выпуск фотоаппаратов соответствующих моделей. От камер, предназначенных для рулонных и листовых фотоматериалов, эти отличались кассетной частью, рассчитанной на выброс готового снимка, проходящего между проявочными валиками. Отличия технологии Kodak позволяли в дешёвых моделях обходиться без электропривода, выталкивая снимок вращающейся рукояткой. Ещё одной новинкой стала конструкция видоискателя: Polaroid SX-70 построен по оригинальной схеме однообъективной зеркальной камеры.
Главная особенность моментальной фотографии — совпадение конечного размера снимка с величиной кадрового окна. Это предопределило складную конструкцию специализированных фотоаппаратов, довольно громоздких в рабочем состоянии. Кроме того, камеры Polaroid оснащаются объективами больших фокусных расстояний (116 миллиметров у Polaroid серии SX-70) требующих точной фокусировки. Polaroid SX-70 SONAR в 1978 году стал первой зеркальной камерой, оснащённой активным автофокусом с ультразвуковым дальномером. Кроме того, одноступенные фотоматериалы обладают небольшой фотографической широтой и не допускают ошибок экспонирования. В результате, автоматическое управление экспозицией появилось в фотоаппарате Polaroid Model 900 раньше большинства традиционных.
Попытки выпуска фотоаппаратов одноступенного процесса предпринимались и в СССР несколько раз: в 1950-х годах и в начале 1970-х. Первым в 1950 году стал фотоаппарат «Нева», разработанный в ГОИ на основе складной камеры Фотокор №1. Однако, в крупносерийное производство двумя годами позже был запущен фотоаппарат «Момент». На ГОМЗ он выпущен в количестве 9000 штук, имея сходные с американским прототипом Polaroid Land 95 технические решения и складную конструкцию. Семейство «Фотон», разрабатывавшееся на Красногорском механическом заводе, предусматривало выдвижение объектива, в транспортном положении утопленного в корпус.
Обе линейки проектировались под фотоматериал советского производства, соответствующий 40-й серии комплектов Polaroid. Однако химическая промышленность так и не смогла наладить выпуск одноступенных материалов для этой аппаратуры, а импорт фотоаппаратов не производился. Во время перестройки на совместном предприятии «Светозор», созданном по инициативе вице-президента АН СССР Евгения Велихова, было налажено производство фотоаппаратов модели 635CL по лицензии компании Polaroid. Интегральные комплекты 600-й серии для выпускаемых камер импортировались из Европы.
В настоящее время фотоаппараты одноступенного фотопроцесса Instax выпускаются только компанией Fujifilm. Фотокомплекты формата фильмпак, выпускающиеся Fuji и Impossible, используются при помощи задников Polaroid для среднеформатных и крупноформатных плёночных фотоаппаратов.
Возвращение популярности плёночной любительской фотографии в конце 2000-х годов коснулось и технологии одноступенного процесса, широко используемого в том числе, в современной Ломографии. Появились самодельные комбинации фотоаппаратов Holga и приставных задников к ним, позволяющих вести съёмку на фотокомплекты 80-й и 100-й серий. При этом часто используется задник от старого фотоаппарата Polaroid. Такое сочетание получило название Holgaroid. Уникальный характер изображения, даваемого такими фотоаппаратами, в совокупности со своеобразной цветопередачей моментальной фотографии, позволяет получать снимки необычного вида. Задники формата Fuji Instax промышленно выпускались для аналогичных фотоаппаратов Diana.

## Прекращение и возобновление выпуска
В 2008 году Polaroid объявил об окончательном банкротстве и прекращении выпуска всех фотоматериалов одноступенного фотопроцесса из-за резкого падения продаж в результате распространения цифровых фотоаппаратов. В настоящий момент (по состоянию на январь 2014 года) под торговой маркой Polaroid выпускаются фотоаппараты для моментальной фотографии PoGo Instant Digital Camera, представляющие собой цифровую камеру со встроенным принтером. Такая конструкция также защищена патентом Лэнда, впервые предложившего совместить эти устройства. Благодаря уходу с рынка главного конкурента, компания Fujifilm получила возможность увеличить экспорт своих комплектов, большая часть которых совпадает по формату с продукцией Polaroid. Однако, снижение оборотов коснулось и японских производителей фотоматериалов, остановивших производство большинства разновидностей моментальных комплектов. В настоящее время в производстве остаются только моментальные кассеты собственного стандарта Instax Wide.
В марте 2010 года голландская компания Impossible Project объявила о планах по возобновлению выпуска фотоматериалов одноступенного фотопроцесса в помещениях и на оборудовании, принадлежавших Polaroid. Запущено производство комплектов фотоматериалов PX-100 и PX-600, соответствующих сериям SX-70 и 600. Одновременно налажен выпуск крупноформатных комплектов 8×10 дюймов.
Американская компания New 55 film также находится в стадии запуска производства собственной версии фотоматериала «тип-55» популярной 50-й серии. Ключевой особенностью последнего является возможность получения как позитива, так и высококачественного негатива, пригодного для оптической фотопечати в больших форматах. Кроме того, негатив удобен в качестве промежуточного носителя в различных творческих фотопроцессах, таких как цианотипия.

## Моментальная фотография в массовой культуре

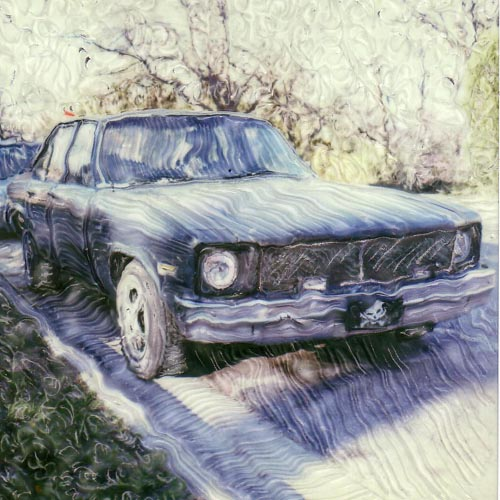
Результат манипуляции со снимком на интегральном комплекте «SX-70»

Появление интегральных фотокомплектов полностью изменило западную любительскую фотографию, которая стала по-настоящему массовой. К середине 1970-х годов более 20 % любительских фотоотпечатков в США были моментальными. Дарить моментальные снимки гостям вечеринок и праздников стало американской традицией. Фотографии, которые стали называть «поляроидными», проникли во все сферы быта и бизнеса, став знаковым предметом. Это не замедлило отразиться на эстетике художественной фотографии и других изобразительных искусств, начавших эксплуатировать визуальные особенности моментальной фотографии. Фотокомплекты стали использовать известные фотохудожники, такие как Уолкер Эванс, Ансел Адамс, Хельмут Ньютон и другие. Последний впоследствии выпустил фотоальбом, составленный из тестовых снимков, сделанных на фотокомплекты перед съёмкой на плёнку. Энди Уорхол принёс поляроидным снимкам скандальную известность, фотографируя своих гостей в стиле «ню». Он же создал галерею портретов знаменитостей в технике шелкографии, промежуточным носителем для которых служили снимки, сделанные на интегральных комплектах. Компания Polaroid специально покупала фотоработы мастеров, созданные при помощи одноступенного процесса, впоследствии составив знаменитую коллекцию Polaroid Photography Collection. Важным обстоятельством является уникальность большинства фотографий, полученных на фотоматериалах данного типа, что повышает ценность произведений. После банкротства компании коллекция была распродана на аукционах за большие суммы. Одним из рекордсменов стала работа Ансела Адамса «Конец снежной бури, национальный парк Йосемити», проданная за 722 с половиной тысячи долларов.
Когда обнаружилась возможность манипуляции изображением при помощи механического воздействия на фотокомплект во время переноса красителей (англ. Polaroid Manipulation) или последующего переноса эмульсии (англ. Emulsion Lift), появились новые техники творческой фотографии, используемые в том числе в современной ломографии. На сегодняшний день известно несколько способов трансформации изображения Polaroid, особенно эффективных на интегральных комплектах серии SX-70 Time Zero с длительным временем затвердевания эмульсии. Волна современной моды на плёночную фотографию не прошла мимо одноступенного процесса, не требующего оснащённой фотолаборатории и допускающего уникальные возможности трансформации изображения без компьютера. Поэтому возобновление производства фотоматериалов, встреченное многими с энтузиазмом, получило коммерческий успех.
Polaroid оставил свой след и в цифровой фотографии: квадратная форма снимков популярного мобильного приложения Instagram заимствована у интегральных фотокомплектов серий SX-70 и 600, подчёркивая возможность мгновенного получения и публикации фотографий. Некоторые цифровые фильтры приложения позволяют имитировать характер цветопередачи, свойственный одноступенному фотопроцессу.
Компания Socialmatic готовит к выпуску мультимедийную камеру Polaroid, дизайн которой копирует вид иконки приложения Instagram, в свою очередь позаимствовавшей радужную полосу у фотоаппаратов One Step 600-й серии. Устройство на базе операционной системы Android совмещает в одном корпусе две камеры и бесчернильный принтер, позволяя публиковать фотографии в одноимённой сети и мгновенно их распечатывать.